# Șerbănești (Poienarii de Muscel), Argeș
Șerbănești este un sat în comuna Poienarii de Muscel din județul Argeș, Muntenia, România.